# Clover (Karolina Południowa)
Clover – miasto w Stanach Zjednoczonych, w stanie Karolina Południowa, w hrabstwie York.